# Caratteri alfanumerici
In informatica, molte sigle e acronimi sono formati da caratteri alfanumerici, ovvero alfabetici e numerici. Il termine sta ad indicare l'insieme delle lettere dell'alfabeto latino e dei numeri arabi. Appartengono a quest'insieme le lettere minuscole dalla a alla z, le maiuscole dalla A alla Z e i numeri da 0 a 9. Un esempio di acronimo alfanumerico è l'estensione, cioè il suffisso che segue il nome di un file. 

Un codice composto dalle lettere dell'alfabeto e/o da cifre numeriche è chiamato codice alfanumerico.
In informatica un carattere memorizzato in forma alfanumerica è molto più "leggero" di un carattere ASCII. Mentre infatti quest'ultimo tipo di dati occupa 8 bit, per memorizzare un carattere alfanumerico ne bastano 6.
Dato che ogni bit vale 0 o 1 il numero di valori che si possono immagazzinare in sei bit è pari a 26, ovvero 64.
Se si prende in considerazione il caso in cui il dato non sia sensibile alle maiuscole il numero di caratteri possibili è pari a 36, c'è quindi spazio per memorizzare altre 28 tipologie di caratteri. Solitamente si memorizzano in questo modo "/" e segni di punteggiatura, questo fa sì che i dati alfanumerici siano i più indicati per immagazzinare semplici testi ed indirizzi di siti Internet.